# Turmhügel Andermannsdorf
Der Turmhügel Andermannsdorf ist eine abgegangene mittelalterliche Turmhügelburg (Motte) etwa 200 Meter westlich der Kirche von Andermannsdorf, einem Ortsteil der niederbayerischen Gemeinde Hohenthann im Landkreis Landshut in Bayern. Die Anlage wird als Bodendenkmal unter der Aktennummer D-2-7338-0041 als „untertägige mittelalterliche und frühneuzeitliche Befunde im Bereich des ehem. Turmhügels und des abgegangenen Schlosses von Andermannsdorf mit ehem. Nebengebäuden und Gartenanlagen“ geführt. 

## Beschreibung
Die Burg liegt in einer Talniederung der Kleinen Laber; auf dem östlichen Ufer ist eine flache Erhebung mit ringförmiger Grabenmulde wahrnehmbar. Die Burg wurde 1107 als hölzernes Weiherhaus erwähnt. Von der ehemaligen Motte selbst ist nichts erhalten. 